# Calvin Smith (atléta, 1961)
Calvin Smith (Bolton, Mississippi, 1961. január 8. –) olimpiai és háromszoros világbajnok amerikai atléta. 1983-tól ő tartotta a 100 méteres síkfutás világcsúcsát (9,83). Carl Lewis mellett ő volt az 1980-as évek egyik legeredményesebb férfi sprintere.
Fia Calvin Smith háromszoros fedett pályás világbajnok középtávfutó.